# Atila Kasaš
Atila Kasaš, nascut a Bečej (Voivodina) el 21 de setembre de 1968, és un exfutbolista serbi, que jugava de davanter. Va militar a les files de la FK Vojvodina entre 1985 i 1989 i al FK Bečej entre 1989 i 1994. L'estiu de 1994 marxà a la lliga espanyola per jugar amb el CD Logroñés, on amb prou feines aparegué en onze partits, gairebé tots com a suplent. Després d'una segona temporada a la segona divisió, torna al FK Bečej, on penjà les botes el 1997.